# خانه غلام‌رضا نوید
خانه غلام رضا نوید مربوط به دوره صفوی است و در دهدشت، شمال امامزاده جابر واقع شده و این اثر در تاریخ ۹ اردیبهشت ۱۳۸۲ با شمارهٔ ثبت ۸۴۱۳ به‌عنوان یکی از آثار ملی ایران به ثبت رسیده است.